# Isabelle Crombez
Marie Isabelle Victorine-Ghislaine Crombez, dite aussi comtesse de La Baume-Pluvinel, née le 30 octobre 1858 à Bruxelles et morte le 7 février 1911 à Paris, est une autrice et salonnière belge. Elle publia ses ouvrages sous le pseudonyme de Laurent Évrard. Propriétaire du palais Dario à Venise, elle y rassembla un important cercle de personnalités.

## Biographie
Isabelle Crombez est née à Bruxelles le 30 octobre 1858. Sa mère est Élise Verheyden (1834-1878) et son père, François Crombez (1829-1870), est un homme politique qui fut député au parlement belge. Le 19 juin 1878, elle épouse le diplomate Charles Paul Séraphin Gontran de La Baume-Pluvinel (1846-1883) ; le couple est sans postérité. 
Selon John Pemple, elle rencontre Augustine Bulteau au Festival de Bayreuth. La comtesse de La Baume-Pluvinel, désormais veuve, décide d'acquérir avec elle le palazzo Dario à Venise en 1898 et d'y entreprendre des rénovations. Forte de son expérience de salonnière, Bulteau, divorcée depuis deux ans, persuade la comtesse d'y accueillir des personnalités du monde des arts et de la culture durant les hivers et les printemps. L'une d'elles est Henri de Régnier ; en 1908, Claude Monet y séjourne à son tour et produit deux vues du palais (conservées à l'Art Institute of Chicago et au musée national de Cardiff),.

Partageant son temps entre Venise, Paris et Bürgenstock, Isabelle Crombez se lance également à partir de 1900 dans une carrière littéraire sous le pseudonyme de Laurent Évrard, livre quelques textes à des revues comme La Renaissance latine, le Mercure de France — où Remy de Gourmont officie et devient son ami — et produit quatre ouvrages. En 1910, Jean de Gourmont, frère de Remy, en fait l'une des Muses d'aujourdhui ; il écrit : 

« On est étonné, après tant de spontanéités féminines, si proches encore de la vie directement captée, de trouver, dans l’œuvre d’une femme, une poésie d’un art parfait, aussi savant que l’art de Mallarmé. Sous ce pseudonyme masculin, se cache, en effet, une femme, qui nous a révélé dans deux romans, déjà, ses qualités d’analyste. Laurent Évrard n’a pas cru qu’il lui suffirait, pour être poète, de s’abandonner aux intuitions de sa pensée ; elle a voulu, avant d’écrire ses poèmes, posséder son art, son métier, comme les Maîtres, étudier toutes les ressources de sa langue, afin, connaissant les secrets des mots, de manier à son gré les images et les idées. »

Crombez meurt à Paris le 7 février 1911, à l'âge de 52 ans. Dans Le Figaro, André Beaunier lui rendit un hommage appuyé, Henri de Régnier fit de même dans la Paris-Journal, tandis que se multiplièrent les éloges à la parution d'un texte inédit en 1912. Elle est inhumée au cimetière du Père-Lachaise (division 86).

## Œuvre littéraire
- Fables et chansons, Léon Vanier, 1900.
- Le Danger. Le Soupçon. Un rendez-vous, Mercure de France, 1906 — sur Gallica.
- Une leçon de vie. Roman, Mercure de France, 1909.
- La Nuit, cinq nouvelles, précédé d'une note signée « A. B. », Bernard Grasset, 1912.